# مارسيلينا إيمرسون
مارسيلينا إيمرسون هو لاعب كرة قدم برازيلي، ولد في 24 فبراير 1991 في البرازيل. لعب مع هيلاس فيرونا.

## وصلات خارجية
- مارسيلينا إيمرسون على موقع الاتحاد الأوربي (الإنجليزية)
- مارسيلينا إيمرسون على موقع قاعدة بيانات كرة القدم.إي يو (الإنجليزية)
- مارسيلينا إيمرسون على موقع Soccerway.com (الإنجليزية)